# Nicholas Paul
Nicholas Paul (* 12. September 1998 in Gasparillo) ist ein Bahnradsportler aus Trinidad und Tobago, der auf die Kurzzeitdisziplinen spezialisiert ist.

## Sportliche Laufbahn
2015 wurde Nicholas Paul Junioren-Meister von Trinidad und Tobago im 1000-Meter-Zeitfahren. Im Jahr darauf errang er bei den Panamerikameisterschaften der Junioren Gold im Sprint sowie jeweils Silber im Keirin und mit Jabari Whiteman und Chaquille Henry im Teamsprint. Anschließend verbrachte er einige Monate im World Cycling Centre des Weltradsportverbandes UCI im schweizerischen Aigle. 2017 errang er den nationalen Sprinttitel in der Elite und mit Njisane Phillip und Kwesi Browne die Silbermedaille im Teamsprint bei den Panamerikameisterschaften.
2018 holte Paul bei den Zentralamerika- und Karibikspielen (CAC) im kolumbianischen Barranquilla drei Goldmedaillen: im Sprint, im Zeitfahren sowie mit Phillip und Browne im Teamsprint. Dabei wurde die Nationalmannschaft von dem Kanadier Erin Hartwell betreut; Pauls Heimtrainer ist Anthony Sellier. Über 1000 Meter stellte Paul mit 1:00,171 Minuten einen neuen CAC- und einen neuen nationalen Rekord auf. Bei den Commonwealth Games 2018 in Australien belegte er gemeinsam mit Keron Bramble, Phillip und Browne im Teamsprint Platz sechs. In derselben Konstellation wurden die vier Fahrer aus Trinidad und Tobago 2018 vor heimischem Publikum im National Cycling Centre in Couva Panamerikameister und stellten mit 42,681 Sekunden einen neuen Amerika-Rekord auf.
Bei den Panamerikaspielen 2019 errang Nicholas Paul zwei Mal Gold: im Sprint sowie mit Njisane Phillip, Kwesi Browne und Keron Bramble im Teamsprint. Bei der 200-Meter-Qualifikation im Sprint stellte er dabei mit 9,808 Sekunden einen neuen panamerikanischen Rekord auf. Wenige Wochen später unterbot das Team mit Paul bei den panamerikanischen Meisterschaften den eigenen Rekord aus dem Jahr zuvor mit 41,938 Sekunden. Paul selbst stellte mit 9,100 Sekunden einen neuen Weltrekord in der Qualifikation zum Sprintwettbewerb auf und wurde Panamerikameister in dieser Disziplin.
Im Dezember 2019 wurde der Mannschaft aus Trinidad und Tobago die Goldmedaille und Njisane Phillip die Silbermedaille der Panamerikaspiele 2019 aberkannt, da Philipp positiv auf Doping getestet worden war. Aufgrund dieser Entscheidung sanken die Chancen des Teams, sich für die Olympischen Spiele in Tokio zu qualifizieren. Daraufhin bestritten Browne und Phillip keine weiteren Wettbewerbe, und der kanadische Nationaltrainer Erin Hartwell verließ den Verband und wechselte nach China.
Paul und sein Mannschaftskollege Kwesi Browne qualifizierten sich für die Olympischen Spiele 2020 in Tokio in Einzelwettbewerben. Sie bereiteten ihren Start in Tokio im World Cycling Centre im schweizerischen Aigle bei Trainer Craig MacLean vor. Beim Lauf des Nations’ Cup 2021 in Cali gewann er das Zeitfahren, den Sprint und den Keirin. Bei den Spielen in Tokio belegte er im Sprint Platz sechs und im Keirin Platz zwölf. Bei den Bahnweltmeisterschaften im selben Jahr errang er Silber im Zeitfahren. 2022 gewann er beim Lauf des Nations’ Cup in Cali die Goldmedaillen in Sprint und Keirin. Bei den Commonwealth Games im selben Jahr gewann er einen Medaillensatz. 2023 wurde er Vize-Weltmeister im Sprint.

## Ehrungen
2016 wurde Nicholas Paul als Junior Sportsman of the Year von Trinidad und Tobago geehrt, 2019 und 2021 als „Sportler des Jahres“ seines Landes.

## Erfolge
2015
- Junioren-Meister von Trinidad und Tobago – 1000-Meter-Zeitfahren

2016
- Junioren-Panamerikaschaft – Sprint
- Junioren-Panamerikaschaft – Keirin, Teamsprint (mit Jabari Whiteman und Chaquille Henry)

2017
- Panamerikameisterschaft – Teamsprint (mit Njisane Phillip und Kwesi Browne)
- Meister von Trinidad und Tobago – Sprint

2018
- Zentralamerika- und Karibikspiele – Sprint, 1000-Meter-Zeitfahren, Teamsprint (mit Njisane Phillip und Kwesi Browne)
- Panamerikameister – Teamsprint (mit Njisane Phillip, Kwesi Browne und Keron Bramble)
- Panamerikameisterschaft – Sprint

2019
- Meister von Trinidad und Tobago – Keirin
- Panamerikaspielesieger – Sprint, Teamsprint (mit Njisane Phillip, Kwesi Browne und Keron Bramble)
- Panamerikameister – Sprint, Teamsprint (mit Keron Bramble, Kwesi Browne und Njisane Phillip)

2020
- Meister von Trinidad und Tobago (Elite und U23) – Sprint

2021
- Weltmeisterschaft – 1000-Meter-Zeitfahren
- Nations’ Cup in Cali – 1000-Meter-Zeitfahren, Sprint, Keirin

2022
- Nations’ Cup in Cali – Sprint, Keirin
- Commonwealth Games – Keirin
- Commonwealth Games – Sprint
- Commonwealth Games – 1000-Meter-Zeitfahren
- Panamerikameister – Sprint, Keirin, Teamsprint (mit Zion Pulido und Kwesi Browne)

2023
- Weltmeisterschaft – Sprint
- Panamerikaspielesieger – Sprint
- Zentralamerika- und Karibikspielesieger – Sprint
- Zentralamerika- und Karibikspiele – Teamsprint (mit Zion Pulido und Kwesi Browne)
- Panamerikameister – Sprint, Keirin
- Panamerikameisterschaft – Teamsprint (mit Kwesi Browne, Quincy Alexander und Zion Pulido)

2024
- Panamerikameister – Sprint, Keirin

2025
- Panamerikameister – Sprint, Teamsprint (mit Njisane Phillip und Ryan D’Abreau)
- Panamerikameisterschaft – Keirin